# Джон Енглер
Джон Матіас Енглер (англ. John Mathias Engler; нар. 12 жовтня 1948, Маунт-Плезант, Мічиган) — американський політик-республіканець, був губернатором штату Мічиган з 1991 по 2003.
У 1971 році він закінчив Університет штату Мічиган (вивчав економіку сільського господарства), здобув ступінь доктора права у 1981. Обирався до Палати представників Мічигану, у 1979 став сенатором штату.